# Daniel Fischbuch
Daniel Fischbuch (* 19. August 1993 in Bad Friedrichshall) ist ein deutscher Eishockeyspieler, der seit Juli 2025 bei den Iserlohn Roosters aus der Deutschen Eishockey Liga (DEL) unter Vertrag steht und dort auf der Position des rechten Flügelstürmers spielt. Zuvor war Fischbuch insgesamt zehn Jahre für die Düsseldorfer EG aktiv und spielte darüber hinaus für die Eisbären Berlin, Nürnberg Ice Tigers und Adler Mannheim in der DEL. Mit der deutschen Nationalmannschaft gewann er bei der Weltmeisterschaft 2023 die Silbermedaille.

## Karriere

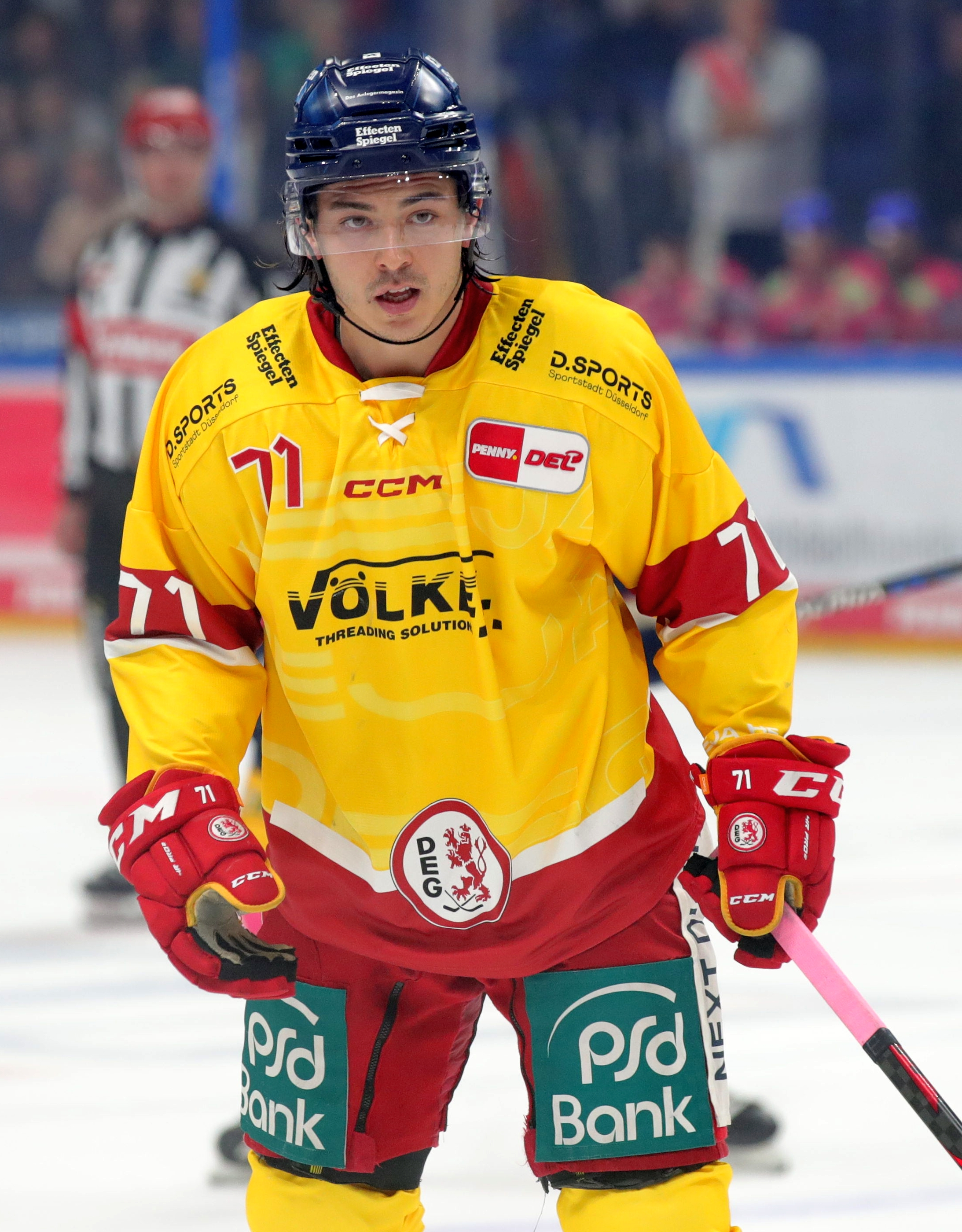
Fischbuch im Trikot der Düsseldorfer EG (2022)

Fischbuch begann seine Karriere als Eishockeyspieler in der Nachwuchsabteilung der Heilbronner Falken, von denen er in der Saison 2006/07 zum SC Bietigheim-Bissingen wechselte. Auch im folgenden Jahr blieb er in der Schüler-Bundesliga mit dem Mannheimer ERC aktiv. In der Saison 2008/09 spielte der Flügelspieler parallel für die Jungadler Mannheim in der Deutschen Nachwuchsliga (DNL), als auch für die Roten Teufel Bad Nauheim in der Jugend-Bundesliga. Anschließend schloss er sich der Düsseldorfer EG an, für die er von 2009 bis 2011 in der DNL auflief. In der Saison 2009/10 kam er zudem zu seinen ersten Einsätzen im Seniorenbereich für die zweite Mannschaft der DEG in der viertklassigen Regionalliga. Die folgende Spielzeit verbrachte er zusätzlich als Leihspieler bei den Ratinger Ice Aliens aus der drittklassigen Oberliga. Zur Saison 2011/12 wechselte Fischbuch zum Oberligisten Füchse Duisburg, bei dem er Stammspieler wurde. Mit einer Förderlizenz spielte er jedoch weiterhin auch für die DNL-Mannschaft der Düsseldorfer EG sowie erstmals für deren Profimannschaft in der Deutschen Eishockey Liga (DEL). In der Saison 2012/13 stand er mit einer Förderlizenz weiterhin für Duisburg in der Oberliga sowie für Düsseldorf in DEL und DNL auf dem Eis. Ab der Saison 2013/14 spielte er ausschließlich für die DEG und etablierte sich als Stammspieler.
Im April 2016 gab Düsseldorfs DEL-Konkurrent Eisbären Berlin seine Verpflichtung bekannt. In seiner ersten Saison für den Hauptstadtklub konnte er mit 25 Punkten gleich seinen persönlichen DEL-Punkterekord verbessern. Mit den Eisbären erreichte er in der Folgesaison das Playoff-Finale, in dem Fischbuch beim 5:3-Sieg im sechsten Spiel gegen den EHC Red Bull München den wichtigen vierten Treffer zum Einzug ins entscheidende Finalspiel erzielte. Nach der Saison 2018/19 planten die Berliner nicht mehr mit ihm und Fischbuch wechselte zur Spielzeit 2019/20 zu den Nürnberg Ice Tigers. In seiner ersten Spielzeit bei den Mittelfranken konnte er mit 48 Scorerpunkten – darunter 19 Tore – seine bisherige persönliche Saisonbestmarke fast verdoppeln, war damit unter den zehn besten Scorern der gesamten Liga sowie punktbester Spieler seines Vereins. In dieser Saison gelang ihm am 48. Spieltag im Spiel gegen seinen Ex-Klub Eisbären Berlin sein erster Hattrick.
Direkt nach der Saison 2019/20 kehrte er – auch aus familiären Gründen – zur DEG zurück. Auch in der Spielzeit 2020/21 war er für die DEG mit 33 Punkten und 17 Toren wieder der erfolgreichste Spieler seines Teams. Am 20. März 2022 absolvierte er seine 500. Partie in der DEL. In diesem Spiel konnte er erneut einen Hattrick verbuchen – abermals gegen seinen ehemaligen Klub Eisbären Berlin. Am 3. Februar 2023 erzielte er gegen die Iserlohn Roosters sein 100. Tor in der höchsten deutschen Spielklasse. Nach der Saison 2022/23 verließ der Stürmer nach drei Spielzeiten die DEG abermals und schloss sich mit den Adler Mannheim einem seiner einstigen Ausbildungsvereine an. Nach zwei Jahren in Mannheim erhielt er dort keinen neuen Vertrag und unterzeichnete im Sommer 2025 einen Vertrag bei den Iserlohn Roosters.

### International

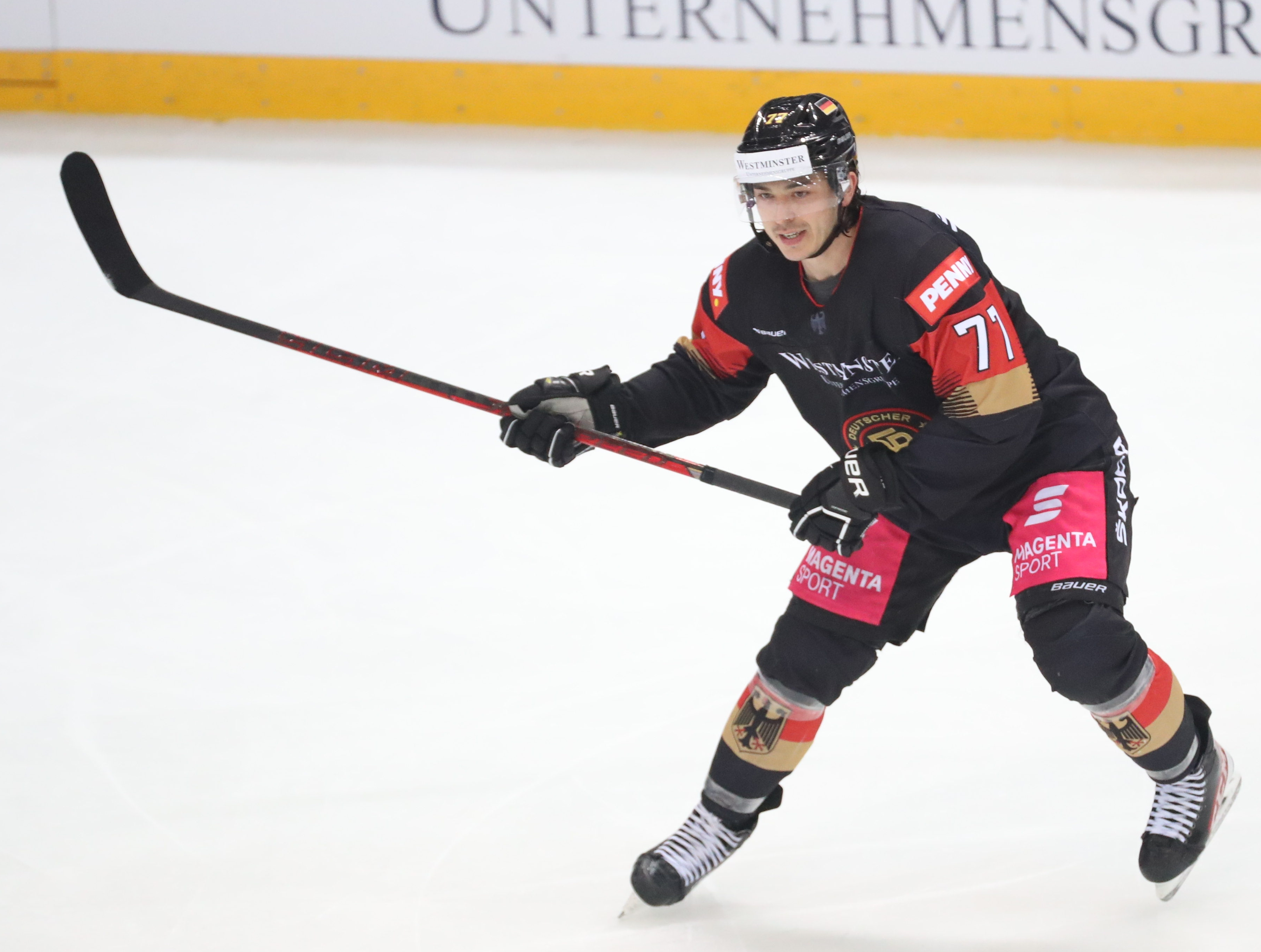
Fischbuch als Spieler der deutschen Nationalmannschaft (2022)

Für Deutschland nahm Fischbuch an der U18-Junioren-Weltmeisterschaft 2011 teil. Nach seinem guten Start in die DEL-Saison 2019/20 bei den Nürnberg Ice Tigers, wurde er im November 2019 erstmals in die A-Nationalmannschaft für den Deutschland Cup berufen. Dabei erzielte er im Spiel gegen die Schweiz sein erstes Tor für die DEB-Auswahl. Mit den Weltmeisterschaften der Jahre 2021 und 2022 bestritt der Stürmer seine ersten großen internationalen Turniere. Bei der Weltmeisterschaft 2023 errang er mit der Nationalmannschaft die Silbermedaille. Im Finale erzielte Fischbuch einen der beiden deutschen Treffer bei der 2:5-Niederlage gegen Kanada. Mit den Welttitelkämpfen 2024 folgte eine erneute Teilnahme.

## Erfolge und Auszeichnungen
- 2011 Bester Torschütze der DNL (gemeinsam mit Lars Grözinger und Christian Kretschmann)
- 2023 Silbermedaille bei der Weltmeisterschaft

## Karrierestatistik
Stand: Ende der Saison 2024/25

### International
Vertrat Deutschland bei:
| - U18-Junioren-Weltmeisterschaft 2011 - Weltmeisterschaft 2021 - Weltmeisterschaft 2022 | - Weltmeisterschaft 2023 - Weltmeisterschaft 2024 |

(Legende zur Spielerstatistik: Sp oder GP = absolvierte Spiele; T oder G = erzielte Tore; V oder A = erzielte Assists; Pkt oder Pts = erzielte Scorerpunkte; SM oder PIM = erhaltene Strafminuten; +/− = Plus/Minus-Bilanz; PP = erzielte Überzahltore; SH = erzielte Unterzahltore; GW = erzielte Siegtore; 1 Play-downs/Relegation; Kursiv: Statistik nicht vollständig)